# Lilla Härnevi
Lilla Härnevi är en by i östra delen av Härnevi socken i norra delen av Enköpings kommun, Uppland.
Byn består av enfamiljshus samt bondgårdar och är belägen vid länsväg C 558 och cirka 1,5 kilometer väster om Härnevi kyrka, som ligger i Stora Härnevi.